# Ibrahim Tukan

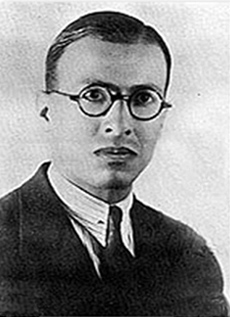

Ibrahim Abd al-Fattah Tukan, arab. إبراهيم عبد الفتاح طوقان, Ibrāhīm ʿAbd al-Fattāḥ Ṭūqān (ur. 1905 w Nablusie, zm. 2 maja 1941 w Jerozolimie) – palestyński poeta, dziennikarz i działacz narodowy. Najbardziej znany twórca „pokolenia walki” w literaturze Arabów palestyńskich.

## Życiorys i twórczość
Ukończył studia licencjackie (uzyskał bachelor's degree) w zakresie literatury na Uniwersytecie Amerykańskim w Bejrucie, w 1934. Następnie pracował na tejże uczelni jako wykładowca literatury arabskiej, był także nauczycielem w jednej ze szkół w Nablusie.
W latach 1936–1941 był wicedyrektorem Radia Palestyńskiego, odpowiedzialnym za audycje w języku arabskim. Za pośrednictwem radia upowszechniał dzieła klasycznej literatury arabskiej.
Ibrahim Tukan zaczął tworzyć poezję podczas studiów w Bejrucie, gdzie należał do studenckiego koła literackiego. Pisał początkowo utwory liryczne (do czego zainspirował go zawód miłosny), okazjonalne oraz patriotyczne. W 1927, po trzęsieniu ziemi w Nablusie, spędził kilka miesięcy w szpitalu. Wtedy też napisał na cześć pielęgniarek kasydę Anioły miłosierdzia, w której zawarł rozbudowany opis gołębia skonstruowany w oparciu o wzorce arabskiej poezji klasycznej i która zyskała ogromną popularność, przedrukowana przez prasę bejrucką. Najważniejsze wiersze Tukana poświęcone są walce Palestyńczyków o własne państwo. Poeta skarży się w nich na niesprawiedliwe traktowanie Arabów przez Brytyjczyków, przedstawia żądania polityczne społeczności, z której pochodził, potępia Arabów sprzedających ziemię osadnikom żydowskim, opisuje walki żydowsko-arabskie.
Ibrahim Tukan zmarł w wieku trzydziestu sześciu lat w Szpitalu Francuskim w Jerozolimie. Jego dzieła zostały wydane w formie dywanu pośmiertnie, ale w układzie opracowanym przez twórcę.
Ibrahim Tukan jest autorem słów pieśni Ojczyzna, nieformalnego hymnu Palestyńczyków podczas powstania lat 1936–1939, a od 2004 także hymnu Iraku.

## Rodzina
W 1937 ożenił się z Samiją Abd al-Hadi, z którą miał jednego syna Dżafara.
Dwanaście lat młodsza siostra Ibrahima Tukana, Fadwa, pod jego kierunkiem również zaczęła tworzyć poezję. Swój pierwszy opublikowany zbiór, wydany w 1946, poświęciła pamięci zmarłego Ibrahima, a znajdujące się w nim elegie zaliczane są do jej najlepszych utworów. Brat Ibrahima Tukana, Ahmad, został jordańskim urzędnikiem i w 1970 przez miesiąc sprawował funkcję premiera Jordanii.